# Dwars door het Hageland 2019
La 14.ª edición de la clásica ciclista Dwars door het Hageland fue una carrera en Bélgica que se celebró el 21 de junio de 2019 con inicio en la ciudad de Aarschot y final en la ciudad de Diest sobre un recorrido de 203,8 kilómetros.
La carrera hizo parte del UCI Europe Tour 2019, dentro de la categoría UCI 1.1. El vencedor final fue el belga Kenneth Vanbilsen del Cofidis, Solutions Crédits seguido de Niki Terpstra y Quinten Hermans.

## Equipos participantes
Tomaron parte en la carrera 20 equipos: 1 de categoría UCI WorldTeam; 11 de categoría Profesional Continental; y 8 de categoría Continental. Formando así un pelotón de 121 ciclistas de los que acabaron 66. Los equipos participantes fueron:
| WorldTeam- UAE Team Emirates Equipos continentales profesionales (11)- Israel Cycling Academy - Cofidis, Solutions Crédits - Corendon-Circus - Wallonie Bruxelles - Sport Vlaanderen-Baloise - Wanty-Groupe Gobert - Androni Giocattoli-Sidermec - Riwal Readynez - Total Direct Énergie - Roompot-Charles - Vital Concept-B&B Hotels Equipos continentales (8)- Tarteletto-Isorex - Cibel-Cebon - Telenet Fidea Lions - BEAT Cycling Club - Canyon DHB p/b Bloor Homes - EvoPro Racing - SEG Racing Academy - Dauner D&DQ-Akkon |
| |

## Clasificación final
- Las clasificaciones finalizaron de la siguiente forma:[5]

| \| Clasificación general \| Clasificación general \| Clasificación general \| Clasificación general \| Clasificación general \| \| Ciclista \| Ciclista \| Equipo \| Tiempo \| \| \| --------------------- \| --------------------- \| -------------------------- \| --------------------- \| --------------------- \| \| 1.º \| Kenneth Vanbilsen \| Cofidis, Solutions Crédits \| 4 h 35 min 38 s \| \| \| 2.º \| Niki Terpstra \| Total Direct Énergie \| + 5 s \| \| \| 3.º \| Quinten Hermans \| Telenet-Fidea Lions \| + 5 s \| \| \| 4.º \| Loïc Vliegen \| Wanty-Gobert \| + 9 s \| \| \| 5.º \| Jasper Philipsen \| UAE Team Emirates \| + 9 s \| \| \| 6.º \| Tim Merlier \| Corendon-Circus \| + 17 s \| \| \| 7.º \| Jan-Willem van Schip \| Roompot-Charles \| + 21 s \| \| \| 8.º \| Lionel Taminiaux \| Wallonie Bruxelles \| + 31 s \| \| \| 9.º \| Gianni Vermeersch \| Corendon-Circus \| + 1 min 33 s \| \| \| 10.º \| Timothy Dupont \| Wanty-Gobert \| + 1 min 33 s \| \| |                      |                            |                 |
| |                      |                            |                 |
| Fuente: ProCyclingStats |                      |                            |                 |
| Clasificación general |                      |                            |                 |
| Ciclista | Ciclista             | Equipo                     | Tiempo          |
| 1.º | Kenneth Vanbilsen    | Cofidis, Solutions Crédits | 4 h 35 min 38 s |
| 2.º | Niki Terpstra        | Total Direct Énergie       | + 5 s           |
| 3.º | Quinten Hermans      | Telenet-Fidea Lions        | + 5 s           |
| 4.º | Loïc Vliegen         | Wanty-Gobert               | + 9 s           |
| 5.º | Jasper Philipsen     | UAE Team Emirates          | + 9 s           |
| 6.º | Tim Merlier          | Corendon-Circus            | + 17 s          |
| 7.º | Jan-Willem van Schip | Roompot-Charles            | + 21 s          |
| 8.º | Lionel Taminiaux     | Wallonie Bruxelles         | + 31 s          |
| 9.º | Gianni Vermeersch    | Corendon-Circus            | + 1 min 33 s    |
| 10.º | Timothy Dupont       | Wanty-Gobert               | + 1 min 33 s    |

## UCI World Ranking
La Dwars door het Hageland otorgó puntos para el UCI World Ranking para corredores de los equipos en las categorías UCI WorldTeam, Profesional Continental y Equipos Continentales. Las siguientes tablas son el baremo de puntuación y los 10 corredores que obtuvieron más puntos:
| Posición   | 1.º | 2.º | 3.º | 4.º | 5.º | 6.º | 7.º | 8.º | 9.º | 10.º | 11.º | 12.º | 13.º-15.º | 16.º-25.º |
| Puntuación | 125 | 85  | 70  | 60  | 50  | 40  | 35  | 30  | 25  | 20   | 15   | 10   | 5         | 3         |

| Clasificación |                      |                            |        |
| Posición      | Ciclista             | Equipo                     | Puntos |
| ------------- | -------------------- | -------------------------- | ------ |
| 1.º           | Kenneth Vanbilsen    | Cofidis, Solutions Crédits | 125    |
| 2.º           | Niki Terpstra        | Total Direct Énergie       | 85     |
| 3.º           | Quinten Hermans      | Telenet Fidea Lions        | 70     |
| 4.º           | Loïc Vliegen         | Wanty-Gobert               | 60     |
| 5.º           | Jasper Philipsen     | UAE Emirates               | 50     |
| 6.º           | Tim Merlier          | Corendon-Circus            | 40     |
| 7.º           | Jan-Willem van Schip | Roompot-Charles            | 35     |
| 8.º           | Lionel Taminiaux     | Wallonie Bruxelles         | 30     |
| 9.º           | Gianni Vermeersch    | Corendon-Circus            | 25     |
| 10.º          | Timothy Dupont       | Wanty-Gobert               | 20     |